# Dieter Hecke
Dieter Hecke (* 13. Februar 1935 in Aachen) ist ein deutscher Degenfechter und Teilnehmer der Olympischen Spiele 1964 in Tokio. Er ficht beim OFC Bonn, seit 2015 beim Pulheimer SC.

## Erfolge
Hecke begann 1951 als 15-Jähriger mit dem Fechten. 1962 und 1963 gewann er jeweils eine Bronzemedaille bei den Deutschen Einzelmeisterschaften im Degenfechten. Die Mannschaft des OFC Bonn gewann in den 1960er-Jahren mehrere deutsche Mannschaftsmeisterschaften im Herrendegen. Die genauen Mannschaftsaufstellungen sind jedoch nicht bekannt. An den Olympischen Spielen 1964 in Tokio nahm er im Herrendegen-Einzel teil. Er schied in der Runde der letzten sechzehn Fechter nach einer Niederlage gegen den Polen Bohdan Gonsior aus und belegte den geteilten neunten Platz.
Hecke war auch als Senior erfolgreich und gewann mehrere Deutsche Seniorenmeisterschaften, die Seniorenweltmeisterschaft 2001 in Martinique sowie noch 2017 die Senioreneuropameisterschaft in Chiavari in der Klasse der über 75-Jährigen.